# Ferdinand von Bialcke
Ferdinand Alexander Otto von Bialcke (* 25. September 1803 in Bütow; † 29. Juni 1876 in Berlin) war ein preußischer Generalleutnant.

## Leben
Ferdinand war der Sohn eines Wachtmeisters im Husarenregiment „von Blücher“ und nachmaligen Kreissteuereinehmers und einer geborenen Woedtke.
Er trat 1818 als Freiwilliger in das 14. Infanterie-Regiment der preußischen Armee ein. Er avancierte 1821 zum Portepeefähnrich und 1822 zum Sekondeleutnant. In den Jahren von 1825/28 war er zur Ausbildung an die Allgemeine Kriegsschule kommandiert und stieg 1836 zum Premierleutnant auf. Von 1835 bis 1838 war er zum topographischen Büro und 1838 weiter zum Großen Generalstab kommandiert. 1839 wurde er mit Patent aus 1832 in das 2. Infanterie-Regiment versetzt und als Adjutant zum Generalkommando des II. Armee-Korps kommandiert. Er war 1839 Adjutant beim Gouvernement Danzig und wurde 1840 von seinem Kommando entbunden. Ebenfalls 1840 erfolgte seine Beförderung zum Kapitän und Kompaniechef im 2. Infanterie-Regiment. Er wurde 1842 mit Patent aus 1831 in das 13. Infanterie-Regiment versetzt, wo er 1844 zum Major aufstieg. 1844 wurde Bialcke in Iserlohn Kommandeur des II. Bataillons im 16. Landwehr-Regiment und wechselte 1849 in das 27. Infanterie-Regiment. Er nahm 1849 an der Niederwerfung der Revolution in der Pfalz und in Baden teil. Noch im selben Jahr wurde er mit dem Kommandeurkreuz II. Klasse des Ordens vom Zähringer Löwen geehrt. Kurz nach seiner Beförderung zum Oberstleutnant im Jahr 1852 wurde er Kommandeur des 27. Infanterie-Regiments, wo er 1853 zum Oberst avancierte. Ebenfalls im Jahr 1853 erhielt er den Roten Adlerorden III. Klasse mit Schwertern am Ring. Er war 1854 Kommandant von Erfurt, 1856 Kommandeur des 38. Infanterie-Regiment und 1857 Kommandeur der 11. Infanterie-Brigade. Im selben Jahr stieg er zum Generalmajor auf und erhielt den Sankt-Stanislaus-Orden I. Klasse. 1859 hat Bialcke den Roten Adlerorden II. Klasse mit Schwertern am Ring erhalten, wurde 1860 mit der Führung der 3. Division beauftragt, wo er 1861 auch wirklich Kommandeur war und zum Generalleutnant avancierte. Nach der Verleihung des Sterns zum Roten Adlerorden II. Klasse mit Eichenlaub und Schwertern am Ring 1862 hat er 1864 noch den Roten Adlerorden I. Klasse mit Eichenlaub und Schwertern am Ring erhalten. Im Jahr darauf wurde Bialcke mit Pension zur Disposition gestellt und nach seinem 1876 zu Berlin erfolgtem Ableben auf dem Invalidenfriedhof beigesetzt.
Bialcke war auch Freimaurer; von 1845 bis 1848 war er hammerführender Meister der Freimaurerloge Zur Deutschen Redlichkeit in Iserlohn.